# Реактив Страйкера
Реакти́в Стра́йкера (также известен как ко́мплекс О́зборна; химическая формула — [(PPh3)CuH]6) — гексамерный гидрид меди, лигированный трифенилфосфином. 
Это твердое вещество кирпично-красного цвета, чувствительное к воздуху. Реагент Страйкера представляет собой слабогидридный реагент, используемый в гомогенном катализе реакций сопряженного восстановления енонов, еноатов и родственных субстратов.

## Состав и структура

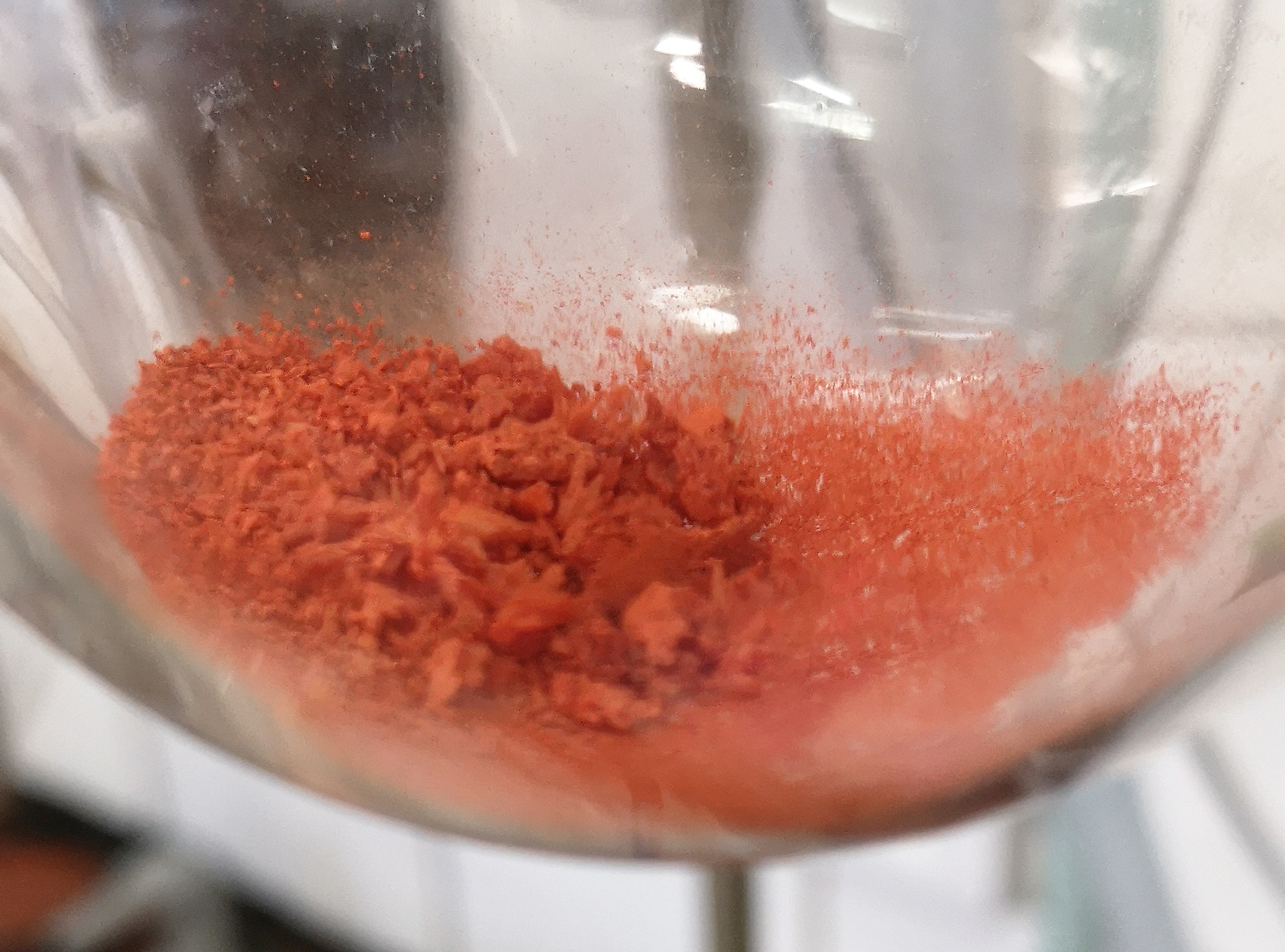
Реагент Страйкера в атмосфере азота.

Соединение получают путём гидрирования трет-бутоксида меди(I), образующегося из хлорида меди (I) и трет-бутоксида натрия. С момента его открытия были разработаны и другие более удобные методы.
По своей структуре соединение представляет собой октаэдрический кластер центров Cu(PPh3), которые связаны между собой связями Cu-Cu и Cu-H. Первоначально считалось, что шесть из восьми граней закрыты гидридными лигандами. Этот структурный вопрос был пересмотрен в 2014 году; гидриды в настоящее время лучше всего описываются как краевые, а не фронтальные мостики.

## Применение в органическом синтезе
Это соединение может осуществлять региоселективное сопряженное восстановление различных карбонильных производных, включая ненасыщенные альдегиды, кетоны и сложные эфиры. Этот реагент был назван «Реагентом года» в 1991 году за его устойчивость к функциональным группам, высокую общую эффективность и мягкие условия реакции восстановления. Реагент Страйкера используется в каталитическом количестве, где он регенерируется в реакции с использованием стехиометрического источника гидридов, часто представляющего собой молекулярный водород или силаны.
При хранении в инертной атмосфере (например, в аргоне, азоте) он имеет неограниченный срок годности. Кратковременное воздействие кислорода не разрушает существенно его активность, хотя растворители, используемые с реактивом Страйкера, должны быть строго дегазированы.

## Модификации реагента Страйкера
Сообщалось о модифицированных лигандами версиях реактива Страйкера. Замена лиганда, например, на P(O-iPr)3 позволяет значительно улучшить его селективность. Кроме того, Lipshutz и др. показали, что добавление бидентатного, ахирального бис-фосфинового лиганда к Cu-центру может привести к соотношению субстрата к лиганду, обычно равное 1000-10000:1, и может быть использовано для получения продуктов с высокими выходами.